# Ferry 2
Ferry 2 è un film del 2024 diretto da Wannes Destoop.
La pellicola è il sequel del film del 2021 Ferry.

## Trama
Dopo aver perso tutto il suo impero della droga, Ferry Bouman ha trovato finalmente la pace lontano dal mondo criminale del Brabante fino a quando il suo passato non lo raggiungerà di nuovo.

## Distribuzione
Il film è stato distribuito sulla piattaforma Netflix a partire dal 20 dicembre 2024.